# Relazioni bilaterali tra Albania e Portogallo
Le relazioni bilaterali tra Albania e Portogallo si riferiscono alle attuali e storiche relazioni dell'Albania e Portogallo. L'Albania ha tre ambasciate a Lisbona e 3 agenti consolari a Porto, Funchal e nell'isola di Madeira. Il Portogallo ha un agente consolare a Tirana. La storia delle relazioni diplomatiche tra Albania e Portogallo risale al 1922, quando il Portogallo ha riconosciuto l'indipendenza dell'Albania il 25 maggio dello stesso anno.
I Paesi sono entrambi membri dell'Organizzazione del Trattato dell'Atlantico del Nord (NATO). In qualità di membro dell'Unione Europea (UE), il Portogallo supporta l'Albania nel suo percorso di integrazione europea.

## Relazioni

### Economia
Nel 2010, è stato fondato il bilaterale "Chamber of Commerce and Industry Cusmara de Comércio e Industria Luso Albanesa". Nel 2016, il Portogallo ha esportato in Albania trasporti dal valore di 6,10 milioni di euro (rispetto ai soli 2.16 milioni di euro nel 2012). Il 31,8% dei prodotti erano chimico-farmaceutici principalmente dalla società BIAL, il 19,2% erano prodotti agricoli, il 14,7% erano prodotti di metallo, il 13,3% di carta e cellulosa e il 5,4% erano macchinari ed equipaggiamenti.

### Cultura
La Fondazione Luso-Albanese, Luso-Illyrian Institute for Human Development (iLIDH) fondato nel 2007, è considerata una delle maggiori relazioni culturali bilaterali tra Albania e Portogallo. La fondazione promuove e supporta diversi progetti nell'istruzione, cultura, scienza, ricerca e sviluppo nella cooperazione, in particolare nella gestione dell'amministrazione e organizzazione. Nel 2012, è stato aperto un ufficio a Tirana. Ci sono anche uffici a Praga e Bruxelles.